# Oryphantes bipilis
Oryphantes bipilis är en spindelart som först beskrevs av Kulczynski 1885.  Oryphantes bipilis ingår i släktet Oryphantes och familjen täckvävarspindlar. Inga underarter finns listade i Catalogue of Life.